# Mentor (mythologie)
Mentoor (Grieks: Μέντωρ; Latijn: Mentor) of Mentes was een Griekse heros die in de Odyssee van Homerus de oudere raadgever en trouwe vriend was van Odysseus, die hem bij zijn vertrek naar Troje de opvoeding van zijn zoontje Telemachos toevertrouwt. Hij staat tijdens Odysseus' afwezigheid ook in voor diens hof en paleis in Ithaka. Hij is de zoon van Alkimos of Alcumus.
Van zijn naam is het woord mentor in zijn algemene betekenis afkomstig, een afleiding overeenkomstig aan die van Nestor en Stentor.
In de Odyssee neemt de godin Athene de gedaante van Mentoor aan om Telemachos raad te geven; in het tweede boek brengt ze hem zo ertoe op zoek te gaan naar zijn vader.
Mentoor is bij Homeros ook de naam van zowel de koning der Kikonen als van die der Taphiërs.
- Virtual International Authority File: 163156009968749581914